# Ligne Tōzai (métro de Kyoto)
Pour les articles homonymes, voir Ligne Tōzai.
La ligne Tōzai (東西線, Tōzai-sen) est une ligne du métro de Kyoto, au Japon. Elle relie la station de Rokujizō à celle de Uzumasa Tenjingawa. Longue de 17,5 km, elle part de la ville d'Uji puis traverse Kyoto d'est en ouest en passant par les arrondissements de Fushimi, Yamashina, Higashiyama, Nakagyō et Ukyō. Sur les cartes, sa couleur est vermillon et est identifiée avec la lettre T.

## Histoire
La ligne Tōzai est inaugurée le 12 octobre 1997 entre Daigo et Nijō. Le 26 novembre 2004, la ligne est prolongée à Rokujizō. Enfin, le 16 janvier 2008, la ligne arrive à Uzumasa Tenjingawa.

## Caractéristiques techniques
- Écartement : 1 435 mm
- Alimentation : 1 500 V par caténaire
- Vitesse maximale : 75 km/h

## Interconnexion
À Misasagi, la ligne est interconnectée avec la ligne Keihan Keishin.

## Stations
La ligne Tōzai comporte 17 stations, identifiées de T01 à T17.
| Numéro | Station              | Nom japonais | Distance (km) | Correspondances                                               | Arrondissement / ville | Arrondissement / ville |
| ------ | -------------------- | ------------ | ------------- | ------------------------------------------------------------- | ---------------------- | ---------------------- |
| T01    | Rokujizō             | 六地蔵       | 0             | JR West : Nara Keihan : Uji                                   | Uji                    | Uji                    |
| T02    | Ishida               | 石田         | 1,1           |                                                               | Fushimi                | Kyoto                  |
| T03    | Daigo                | 醍醐         | 2,4           |                                                               | Fushimi                | Kyoto                  |
| T04    | Ono                  | 小野         | 3,6           |                                                               | Yamashina              | Kyoto                  |
| T05    | Nagitsuji            | 椥辻         | 4,9           |                                                               | Yamashina              | Kyoto                  |
| T06    | Higashino            | 東野         | 5,9           |                                                               | Yamashina              | Kyoto                  |
| T07    | Yamashina            | 山科         | 7,0           | JR West : Biwako, Kosei Keihan : Keishin (à Keihan Yamashina) | Yamashina              | Kyoto                  |
| T08    | Misasagi             | 御陵         | 8,7           | Keihan : Keishin (interconnexion)                             | Yamashina              | Kyoto                  |
| T09    | Keage                | 蹴上         | 10,5          |                                                               | Higashiyama            | Kyoto                  |
| T10    | Higashiyama          | 東山         | 11,5          |                                                               | Higashiyama            | Kyoto                  |
| T11    | Sanjō Keihan         | 三条京阪     | 12,1          | Keihan : Keihan, Ōtō (à Sanjō)                                | Higashiyama            | Kyoto                  |
| T12    | Kyōto Shiyakusho-mae | 京都市役所前 | 12,6          |                                                               | Nakagyō                | Kyoto                  |
| T13    | Karasuma-Oike        | 烏丸御池     | 13,5          | Métro de Kyoto : Karasuma                                     | Nakagyō                | Kyoto                  |
| T14    | Nijōjō-mae           | 二条城前     | 14,3          |                                                               | Nakagyō                | Kyoto                  |
| T15    | Nijō                 | 二条         | 15,1          | JR West : Sagano                                              | Nakagyō                | Kyoto                  |
| T16    | Nishiōji Oike        | 西大路御池   | 16,2          |                                                               | Nakagyō                | Kyoto                  |
| T17    | Uzumasa Tenjingawa   | 太秦天神川   | 17,5          | Randen : Arashiyama (à Randen Tenjingawa)                     | Ukyō                   | Kyoto                  |

## Matériel roulant
La ligne Tōzai est parcourue par les modèles suivants :

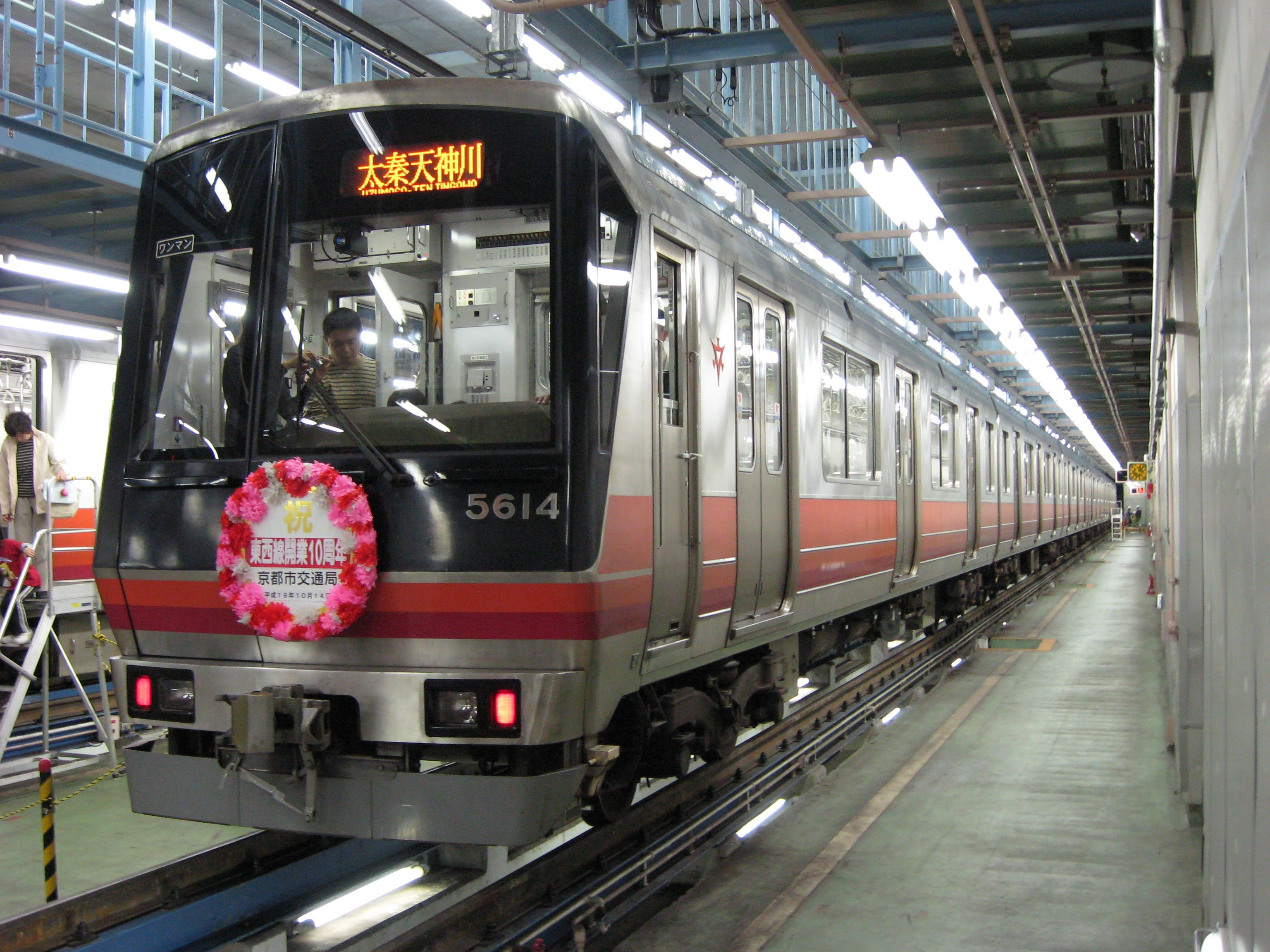
Série 50
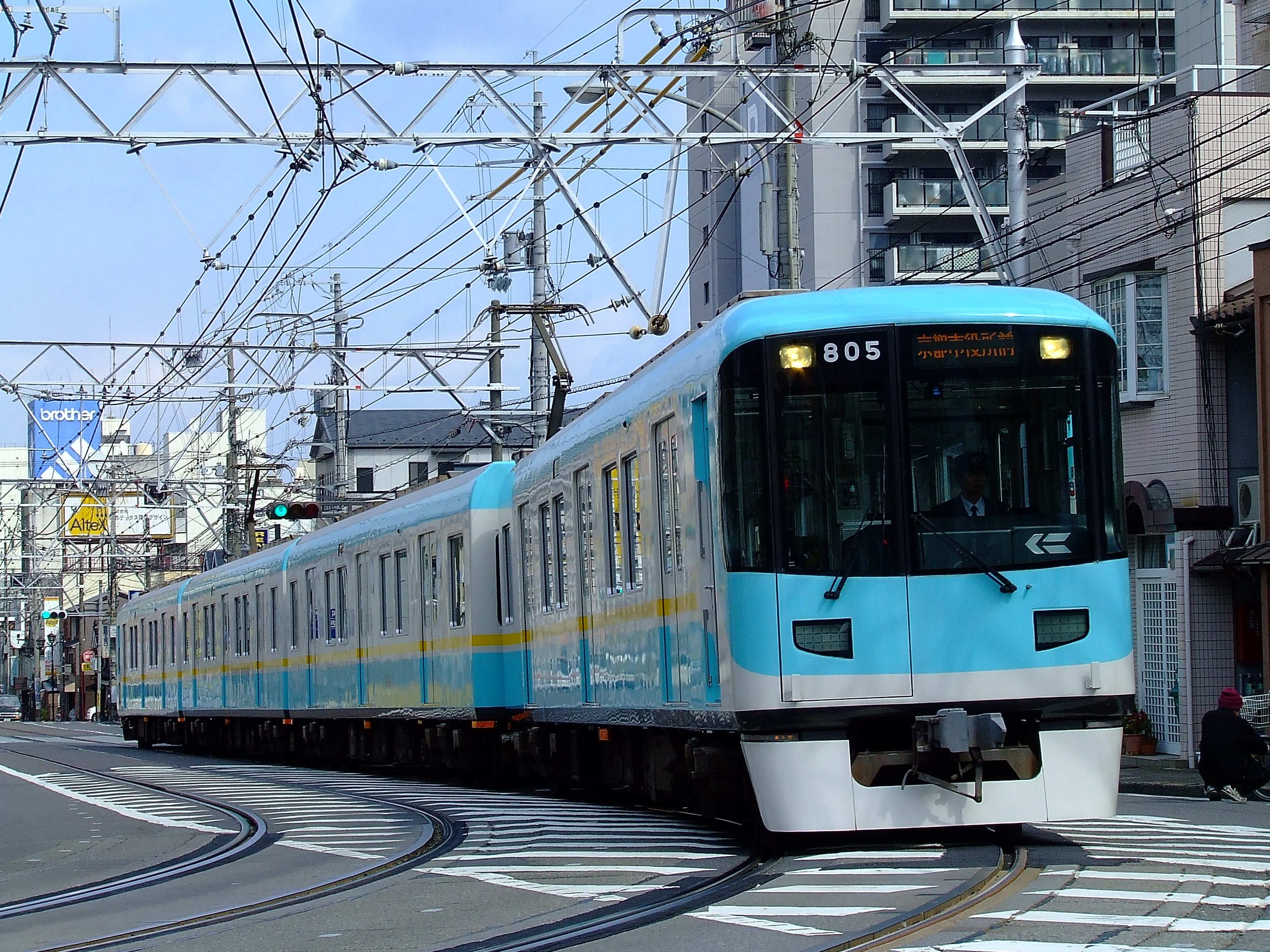
Keihan série 800